# Ludwig Beck (Regisseur)
Ludwig Georg Friedrich Beck, auch Ludwig George Beck (* 26. November 1887 in München; † Januar 1962) war ein deutscher Bühnenschauspieler und Regisseur, Drehbuchautor und Darsteller beim Stummfilm.

## Leben
Der gebürtige Münchner spielte schon seit jungen Jahren an Theater seiner Heimatstadt, ehe er in der Spätphase des Ersten Weltkriegs zum Film stieß. Nach seinem Erstling, dem von Peter Ostermayr produzierten Drama Die entschleierte Maja, in dem Hanna Ralph ihr Filmdebüt gab, drehte Beck vor allem Komödien, darunter vier Lustspiele mit Pepi Glöckner und sechs weitere mit Thea Steinbrecher. Es folgten weitere Dramen wie Das Opfer der Iris und Der Schattenspieler sowie mit Der Jäger von Fall und Gewitter im Mai zwei Ludwig-Ganghofer-Verfilmungen.
Beck blieb auch weiterhin unterschiedlichen Genres verpflichtet, drehte Komisches wie Dramatisches: Mit Manuela, die gehetzte Kanaille, Halunken oder die Entlarvung der Miss Mac, Die Doppelgängerin der Gräfin Alexandra und dem Sechsteiler Manuela, die Frau ohne Nerven auch eine Reihe von wenig ambitionierten Sensations- und Abenteuerfilmen, mit denen er in die Fußstapfen eines Harry Piel trat. Auch Becks späteres Output war ebenso schlicht wie billig hergestellt; keine seiner Inszenierungen besitzt filmhistorische Bedeutung.
Im Februar 1920 gründete Beck gemeinsam mit dem Schriftsteller Werner Dava die Cinoscop Company m.b.H. in München und am 1. Oktober mit dem Kaufmann Rudolf Boehmer die Star-Film-Company Boehmer & Beck OHG in Berlin. Im Februar 1921 folgte die Phönix-Film-Gesellschaft m.b.H. in München, mit dem Kaufmann François Colson als Geschäftspartner.
Im frühen Tonfilm erhielt Beck, abgesehen von zwei Kurzfilmregien 1932 für UFA-Produzent Heinz Hille, nur noch die eine oder andere Regieassistenz (… und es leuchtet die Puszta (1933), Es geht um mein Leben (1936)) angeboten. Danach verliert sich seine Spur.
Ludwig George Beck war mit der Münchner Stummfilmschauspielerin Ria Mabeck (1894–?) (ein Anagramm des Namens Maria Beck) verheiratet, die in einer Reihe seiner Inszenierungen die weibliche Hauptrolle spielte.

## Filmografie
- 1917: Die entschleierte Maja
- 1918: Wir gingen einen schweren Pfad (auch Produzent)
- 1919: Der Jäger von Fall (auch Schauspieler, Drehbuch)
- 1919: Der Friedl vom Hochland (auch Schauspieler, Drehbuch)
- 1919: Bluff
- 1919: Vetter Fürst (nur Drehbuch)
- 1919: Der Schattenspieler (auch Drehbuch)
- 1919: Das Opfer der Iris (auch Drehbuch)
- 1919: Die im Herzen Liebe tragen (auch Drehbuch)
- 1919: Gewitter im Mai (auch Drehbuch)
- 1920: Die Kronjuwelen (auch Produzent)
- 1920: I.N.R.I. – Die Katastrophe eines Volkes (auch Drehbuch, Produzent)
- 1921: Die Entlarvung. Abenteuer einer Braut (auch Schauspieler, Produzent)
- 1922: Manuela, Frau ohne Nerven (auch Schauspieler)
- 1932: Held wider Willen (Kurzfilm)
- 1932: Der falsche Tenor (Kurzfilm)